# Takahisa Zeze
Pour les articles homonymes, voir Zeze.
Takahisa Zeze (瀬々 敬久, Zeze Takahisa), né le 24 mai 1960, est un réalisateur et scénariste japonais. Avec les réalisateurs Kazuhiro Sano, Toshiki Satō et Hisayasu Satō, il est connu comme l'un des « quatre dieux du pink » (ピンク四天王, Pinku shitennō).

## Biographie
Takahisa Zeze réalise des films indépendants en 8 mm et 16 mm alors qu'il est encore étudiant à l'université de Kyoto. Il rejoint la Shishi Productions après l'obtention de son diplôme et fait ses débuts en tant que réalisateur de pinku eiga.
Dans les années 1990, il acquiert un statut d'auteur en étant reconnu comme l'un des « quatre dieux du pink » (ピンク四天王, Pinku shitennō), en parallèle il signe des scénarios sous divers pseudonymes.
Dans les années 2000, Takahisa Zeze tourne aussi bien des documentaires que des films traditionnels.

## Filmographie partielle
Jusqu'à l'année 2007, les titres en anglais et en rōmaji se basent sur la filmographie de Takahisa Zeze dans l'ouvrage A Critical Handbook of Japanese Film Directors - From the Silent Era to the Present Day d'Alexander Jacoby.
- 1989 : Extracurricular Activity: Rape! (課外授業 暴行, Kagai jugyō: Bōkō?)
- 1989 : Beast Lust: Devil Rampage (獣欲魔 乱行, Jūyokuma: Rankō?)
- 1990 : Molestor Train: Rie's Loincloth (痴漢電車 りえのフンドシ, Chikan densha: Rie no fundoshi?)
- 1990 : Indecent Tongue Technique (破廉恥舌戯テクニック, Harenchi zetsugi tekunikku?)
- 1991 : Obscene Runaway Gang: Beast (猥褻暴走集団 獣, Waisetsu bōsō shūdan: Kedamono?)
- 1992 : Amazon Garden: Uniform Lesbians (禁男の園 ザ・制服レズ, Kindan no sono: Za seifuku rezu?)
- 1992 : Molester's Train: Mischievous Wives (痴漢電車 いけない妻たち, Chikan Densha: Ikenai tsumatachi?)
- 1993 : The Widow: Anguish at the Seventh-Day Memorial Service (未亡人 初七日の悶え, Mibōjin: Shonanuka no Modae?)
- 1993 : Widow: Anguish in a Mourning Dress (未亡人 喪服の悶え, Mibōjin: Mofuku no modae?)
- 1994 : High Class Bathhouse Sex Technique: Blissful Secret Acts (高級ソープテクニック４ 悶絶秘戯, Kōkyū Sōpu tekunikku 4: Monzetsu higi?)
- 1994 : Genuine Lesbian: Embarrassing Position (本番レズ 恥ずかしい体位, Honban rezu: Hazukashii taii?)
- 1995 : Lots of Dirty Stuff (すけべてんこもり, Sukebe tenkomori?)
- 1995 : Endless Sex (終わらないセックス, Owaranai sekkusu?)
- 1996 : Red Liaison (赫い情事, Akai jōji?)
- 1997 : Kokkuri (KOKKURI こっくりさん, Kokkuri-san?)
- 1997 : Woman with Black Underwear: Snake-Headed Fish (黒い下着の女 雷魚, Kuroi shitagi no onna: Raigyo?)
- 1998 : Dirty Maria (汚れた女 (マリア), Yogoreta onna (Maria)?)
- 1998 : The Cold-Blooded Trap (冷血の罠, Reiketsu no wana?)
- 1999 : Anarchy in Japansuke: The Woman Who Comes When Watched (アナーキー・インじゃぱんすけ 見られてイク女, Anākii in Japansuke: Mirarete iku onna?)
- 2000 : Hysteric
- 2001 : Rush!
- 2001 : Tokyo X Erotica (トーキョー×エロティカ 痺れる快楽, Tōkyō X erotika: Shibireru kairaku?)
- 2002 : Dog Star (ドッグ・スター, Doggu sutā?)
- 2002 : SF Whip Cream (SFホイップクリーム, SF hoippu kuriimu?)
- 2003 : Moon Child (ムーンチャイルド, Mūn chairudo?)
- 2004 : Secret Journey (ユダ, Yuda?)
- 2005 : A Gap in the Skin (肌の隙間, Hada no sukima?)
- 2006 : Sanctuary (サンクチュアリ, Sankuchuari?)
- 2007 : Shisei: Ochita jorōgumo (刺青 堕ちた女郎蜘蛛?)
- 2008 : Flying Rabbits (フライング☆ラビッツ, Furaingu ☆ rabittsu?)
- 2009 : Pandémie (感染列島, Kansen rettō?)
- 2010 : Heaven's Story (ヘヴンズ ストーリー, Hevunzu sutōrii?)
- 2011 : Antoki no inochi (アントキノイノチ?)
- 2014 : Maria no chibusa (マリアの乳房?)
- 2015 : Sutoreiyāzu kuronikuru (ストレイヤーズ・クロニクル?)
- 2016 : Rokuyon zenpen (64（ロクヨン) 前編?)
- 2016 : Rokuyon kōhen (64（ロクヨン) 後編?)
- 2017 : Saitei. (最低。?)
- 2017 : The 8-Year Engagement (8年越しの花嫁, 8 nen-goshi no hanayome?)
- 2018 : Yūzai (友罪?)
- 2018 : The Chrysanthemum and the Guillotine (菊とギロチン, Kiku to girochin?)[3]
- 2019 : The Promised Land (楽園, Rakuen?)[4]
- 2020 : Ito (糸?)
- 2021 : Asu no shokutaku (明日の食卓?)
- 2021 : Mamorarenakatta mono tachi e (護られなかった者たちへ?)
- 2023 : Haru ni chiru (春に散る?)

## Distinctions

### Récompenses
- 2019 : prix Kinema Junpō du meilleur réalisateur pour The Chrysanthemum and the Guillotine et Yūzai, prix du meilleur scénariste pour The Chrysanthemum and the Guillotine[5]